# Brad Boxberger
Pour les articles homonymes, voir Boxberger.
Bradley George Boxberger (né le 27 mai 1988 à Fullerton, Californie, États-Unis) est un lanceur de relève droitier des Ligues majeures de baseball jouant avec les Brewers de Milwaukee.
Il mène la Ligue américaine pour les sauvetages en 2015.

## Carrière

### Padres de San Diego
Alors qu'il évolue pour un high school de Santa Ana en Californie, Brad Boxberger est drafté en 20e ronde par les Royals de Kansas City. Il ne signe pas de contrat avec les Royals et s'inscrit à l'Université de Californie du Sud à Los Angeles. En 2009, Boxberger est repêché en première ronde par les Reds de Cincinnati. Il joue en ligues mineures dans l'organisation des Reds en 2010 et 2011. Le 17 décembre 2011, il est échangé avec Edinson Volquez, Yasmani Grandal et Yonder Alonso aux Padres de San Diego en retour de Mat Latos.
Après avoir amorcé la saison 2012 dans les ligues mineures avec les Padres de Tucson, Boxberger fait ses débuts dans le baseball majeur avec San Diego le 7 juin comme lanceur de relève. Il maintient une moyenne de points mérités de 2,60 en 27 manches et deux tiers lancées lors de 24 matchs pour San Diego en 2012, et il enregistre 33 retraits sur des prises contre 18 buts-sur-balles alloués.
En 2013, il lance 22 manches en 18 parties des Padres. Sa moyenne s'élève à 2,86 avec une défaite et 24 retraits sur des prises.

### Rays de Tampa Bay
Le 22 janvier 2014, Boxberger accompagne le joueur d'utilité Logan Forsythe, le deuxième but Maxx Tissenbaum et les lanceurs droitiers Matt Andriese et Matt Lollis chez les Rays de Tampa Bay, où ils sont échangés en retour du lanceur gaucher Alex Torres et du lanceur droitier Jesse Hahn.
Sa moyenne de points mérités de 2,37 en 64 manches et deux tiers lancées est la deuxième meilleure des releveurs des Rays en 2014. En 63 parties jouées, il remporte 5 victoires contre deux défaites et enregistre 104 retraits sur des prises, le nombre le plus élevé en relève pour le club cette année-là et une remarquable moyenne de 14,5 retraits au bâton par 9 manches lancées.
En 2015, à sa première année comme stoppeur, Boxberger mène la Ligue américaine pour les sauvetages avec 41 et représente les Rays au match des étoiles de mi-saison. En 69 sorties et 63 manches lancées, le lanceur droitier accorde cependant près d'un point et demi de plus que la saison précédente et sa moyenne de points mérités s'élever à 3,71. Il réussit 74 retraits sur des prises pour un ratio en forte baisse à 10,6 par match. Il remporte 4 victoires et encaisse 10 défaites.